# 러브 테스터
러브 테스터는 닌텐도가 1969년에 출시한 장난감이다. 요코이 군페이가 설계했다.

## 개요
러브 테스터는 젊은 성인 둘이 사용하는 장난감으로, 두 사람이 서로를 얼마나 사랑하는지를 측정하는 것이 기능이다. 장치에 달려있는 두 개의 철센서를 각 사람이 한 손에 들고 다른 손은 서로 잡은 상태에서 작동시키며, 화면에 나타내는 계측기가 1에서 100까지의 '러브 스코어'를 표시한다.
러브 테스터는 후에 게임 & 워치와 게임보이를 설계한 요코이 군페이가 제작한 작품이다. 닌텐도의 장난감 중 전자부품을 사용한 최초의 제품이다.
2010년 6월, 텐요가 닌텐도의 인가를 받아 일본에서 러브 테스터를 원래 포장지 그대로 복각했다.

## 매체 등장
러브 테스터는 닌텐도의 비디오 게임들에 등장한다.
| 연도 | 제목                         | 설명                                              |
| ---- | ---------------------------- | ------------------------------------------------- |
| 2001 | 자그마한 에일리언            | 차일리언 중 하나가 러브 테스터 모양을 함          |
| 2004 | 피크민 2                     | '트레저 센서 프로토타입'라는 이름의 물건으로 등장 |
| 2004 | 돌려라 메이드 인 와리오      | 미니게임                                          |
| 2005 | 마리오 파티 어드밴스         | 해금가능 미니게임                                 |
| 2012 | 튀어나와요 동물의 숲         | 구입가능한 장식품                                 |
| 2015 | 젤다의 전설 무쥬라의 가면 3D | 이스터 에그                                       |
| 2018 | 메이드 인 와리오 고저스      | 미니게임 및 수집품                                |

## 같이 보기
- 닌텐도 제품 목록

## 참조

### 주해
1. ↑  일본어: ラブテスター, 영어: Love Tester